# Chironiinae
Chironiinae, podtribus sirištarki smješten u tribus Chironieae. Sastoji se od 16 rodova  čiji je tipični rod čironija (Chironia) s dvadesetak vrsta polugrmova iz Afrike.
Podtribus je opisan u A General History of the Dichlamydeous Plants 4: 173. 1838.

## Rodovi:
1. Subtribus Chironiinae G. Don
  1. Ixanthus Griseb. (1 sp.)
  2. Blackstonia Huds. (4 spp.)
  3. Cicendia (Adans.) Belli (1 sp.)
  4. Geniostemon Engelm. & A. Gray (4 spp.)
  5. Zygostigma Griseb. (1 sp.)
  6. Centaurium Hill (25 spp.)
  7. Schenkia Griseb. (5 spp.)
  8. Valdesiana Z. Díaz & M. Escudero (1 sp.)
  9. Exaculum Caruel (1 sp.)
  10. Zeltnera G. Mans. (27 spp.)
  11. Sabatia Adans. (21 spp.)
  12. Gyrandra Griseb. (6 spp.)
  13. Eustoma Salisb. (2 spp.)
  14. Microcala Hoffmanns. & Link (1 sp.)
  15. Chironia L. (25 spp.)
  16. Orphium E. Mey. (1 sp.)